# Pi d'Andròmeda
Pi d'Andròmeda (π Andromedae) és un sistema d'estrelles de la constel·lació d'Andròmeda. Està aproximadament a 660 anys llum de la Terra.
El component primari, Pi d'Andròmeda A, és una nana de la seqüència principal blava-blanca del tipus B de la magnitud aparent +4,34. És una binària espectroscòpica amb un període orbital de 143,6065 dies. Té una companya de la 9a magnitud, Pi d'Andròmeda B, a 35,9 segons d'arc. És una nana de la seqüència principal blanca del tipus A i té un període orbital de 103.000 anys. A 55 segons d'arc de separació hi ha Pi d'Andròmeda C de l'11a magnitud, que sembla una companya òptica.

## Localització
La localització d'aquesta estrella es pot veure en aquest diagrama de la constel·lació Andròmeda.

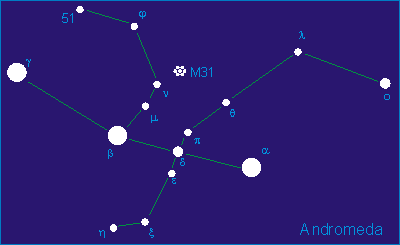
Diagrama de la constel·lació d'Andròmeda